# Jenner Armour

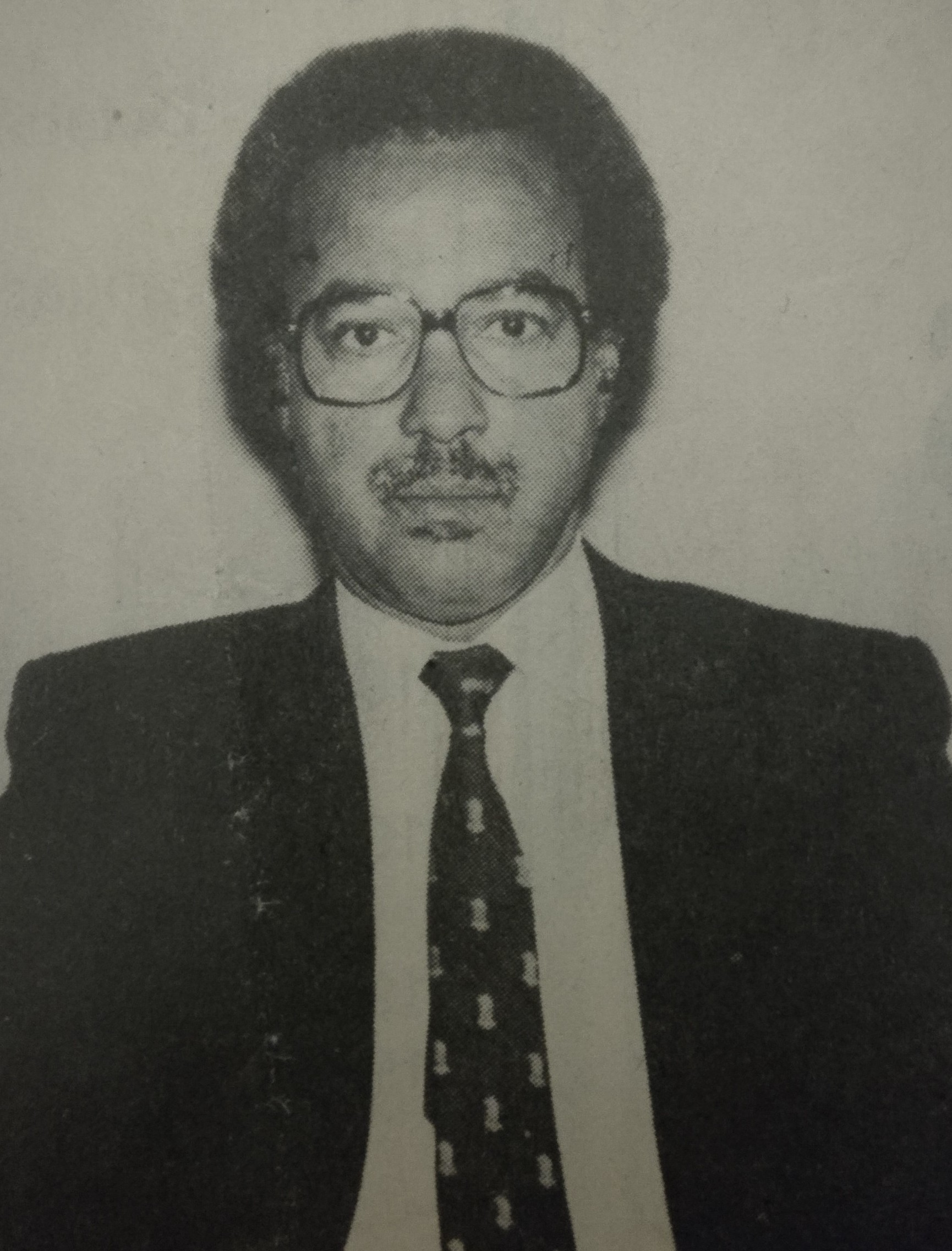
Jenner Armour

Jenner Bourne Maude Armour (* 15. November 1932; † 25. Juli 2001) war ein dominicanischer Politiker und kommissarischer Präsident von Dominica (21. Juni 1979 – 15. Februar 1980).

## Leben
Armour erhielt seine Ausbildung in Rechtswissenschaften an der Universität London. Er arbeitete 40 Jahre lang in Dominica als Rechtsanwalt. Nach der Flucht von Fred Degazon am 10. Juni 1979 und dem Rücktritt von Louis Cools-Lartigue in der Verfassungskrise wurde Armour vom House of Assembly zum kommissarischen Amtsinhaber bestimmt (21. Juni 1979). Degazon trat offiziell erst am 18. Januar 1980 zurück. Jenner war dann nur noch bis zum 15. Februar 1980 im Amt, sein Nachfolger war Aurelius Marie.
Armour wurde 1985 Stellvertretender Sprecher des Parlaments von Dominica. Und diente als Abgeordneter und Generalstaatsanwalt von 1990 bis 1995.
Er starb am 25. Juli 2001.